# 탄드르 케밥
탄드르 케밥(우즈베크어: tandir kabob 탄드르 카보브, 위구르어: تونۇر كاۋاپ 토누르 카와프, 카자흐어: тандыр кәуап 탄드르 캐와프, 키르기스어: тандыр кебеп 탄드르 케베프)은 중앙아시아의 고기 요리이다.

## 이름
우즈베크어/카자흐·키르기스어 "탄드르(tandir/тандыр)"와 위구르어 "토누르(تونۇر)"는 모두 "탄두르" 화덕을 뜻하는 말이며, 어원은 페르시아어 "탄누르(تنور)"이다. 우즈베크어 "카보브(kabob)", 위구르어 "카와프(كاۋاپ)", 카자흐어 "캐와프(кәуап)", 키르기스어 "케베프(кебеп)"는 "케밥"을 뜻하는 말이며, 어원은 아랍어 "카바브(كباب)"이다.

## 사진

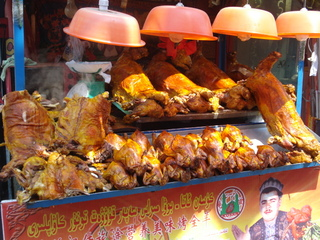
탄드르 케밥
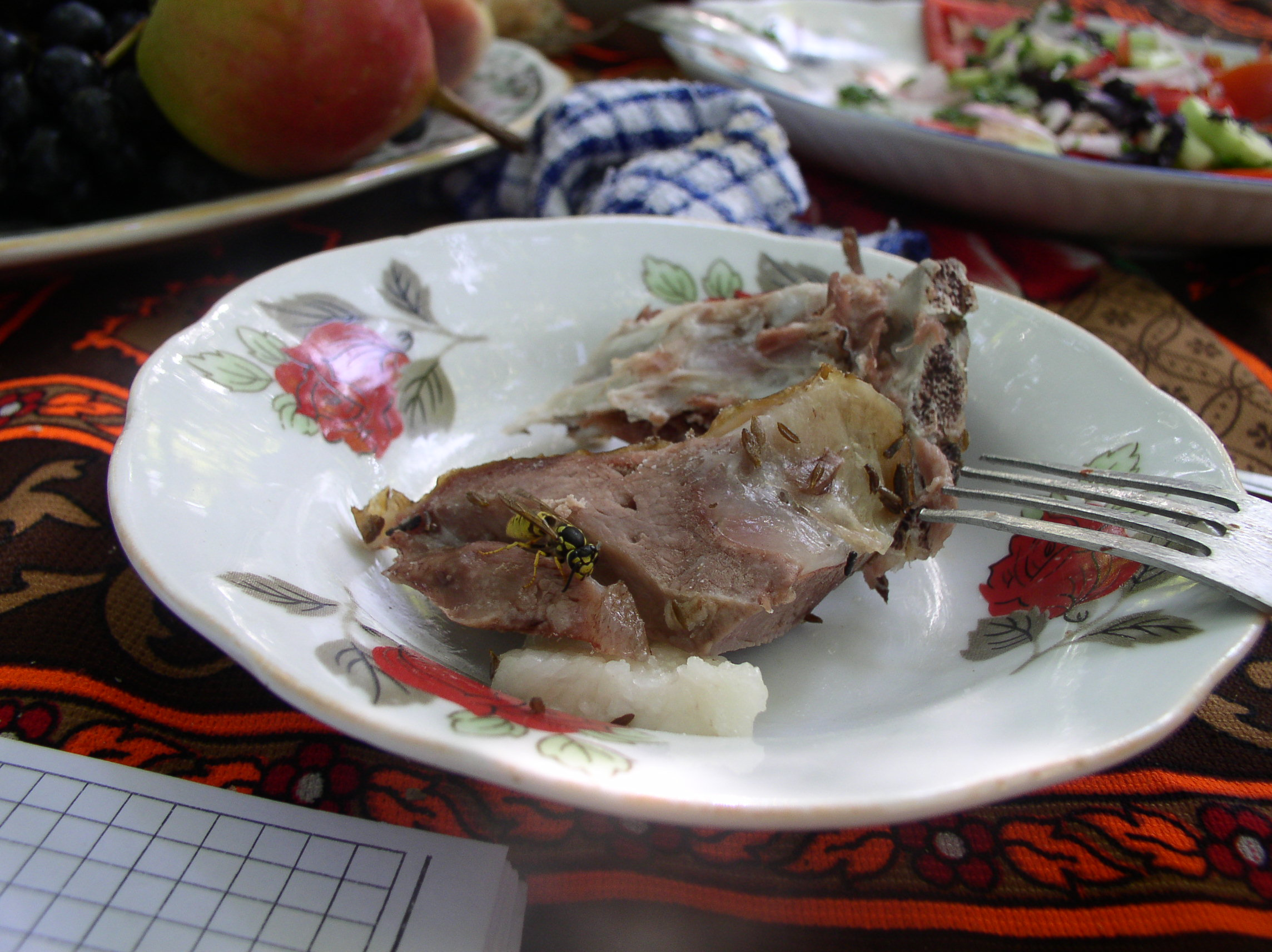
탄드르 케밥

## 같이 보기
- 카잔 케밥
- 탄드르 난